# Хартманис, Мартиньш
Мартиньш Ха́ртманис (М. Гартманис, латыш. Mārtiņš Hartmanis) (18 октября 1882, Гольдингенский уезд Курляндская губерния, Российская империя — 27 июля 1941, Москва, СССР) — российский и латвийский военный деятель, штабс-капитан РИА, генерал (1929, Латвия).

## Начало биографии. Служба в РИА
Родился в Дапатас (Dapatās) Пелчской волости Гольдингенского уезда Курляндской губернии в семье землехозяина. Окончил Кулдигскую школу министерства просвещения, Виленское железнодорожное техническое училище (1901).
В 1904 году поступил в РИА вольноопределяющимся в 106-й пехотный Уфимский полк в Вильне, а в 1905 году — в Виленское пехотное юнкерское училище, которое окончил в 1908 году по 1-му разряду с наградой в чине подпоручика (в 115-й пехотный Вяземский полк в Риге). Поручик — 1911 год. В 1913 году поступил в Императорскую военную академию, но, в связи с началом первой мировой войны, успел окончить только первый класс и был откомандирован в 106-й пехотный Уфимский полк.
С августа 1914 года — офицер штаба 29-й дивизии, позднее — начальник штаба 2-й бригады этой дивизии. В феврале 1915 года в восточной Пруссии в ходе катастрофы ХХ-го армейского корпуса РИА попал в немецкий плен, из которого вернулся в Латвию в ноябре 1918 года. Штабс-капитан — июнь 1915(?) года.

## В латвийской армии

18.11.1926 г. президент Латвии Янис Чаксте с генералами принимают военный парад. С левого края: 1. Эдуард Калныньш (военный министр), 2.Петерис Радзиньш (начальник Генштаба), 3.Янис Чаксте (президент ЛР), 4. Мартиньш Хартманис (генерал, был военным представителем Латвии в Польше), 5. Карлис Гоппер (командир Видземской дивизии; на снимке — крайний справа) и другие.

Мартиньш Хартманис (справа) и Петерис Радзиньш (посередине)

С 18 ноября 1918 года в звании капитана служил в вооруженных силах временного правительства Латвии (в генштабе министерства охраны края). 1 декабря 1918 года был назначен представителем временного правительства и вторым офицером генштаба Латвии в штабе командования Балтийского ландесвера (до 15 января 1919 года). В июне 1919 года откомандирован в Эстонию и в июле назначен начальником штаба Северо-латвийской стрелковой бригады, с августа — начальник оперативного отдела штаба верховного главнокомандующего. С октября 1919 года — латвийский военный представитель в Польше. Подполковник — октябрь 1919 года, полковник — 1924, генерал — 1929. В 1924 году окончил военную академию Франции и назначен помощником начальника Офицерских академических курсов, с 1925 года — начальником оперативного отдела штаба командующего армией, с 1929 года — первым заместителем начальника штаба командующего армией. В 1929-30 годах для отбытия цензов командования был командиром 5-го Цесиского пехотного полка. В 1932—1933 годах — и.д. командира 4-й Земгальской дивизии. В 1934 году назначен на должность начальника штаба армии, в 1939 году — генералом по особым поручениям при командующем армией и председателем комиссии по договору о взаимопомощи между СССР и Латвией.
18 июня 1940 года решал вопросы о согласовании вопросов ввода войск РККА. В октябре 1940 года — уволен. 20 декабря (ноября?) 1940 года в своем имении Лестене был арестован и вывезен в Россию. 7 декабря 1940 года в Москве военной коллегией Верховного суда СССР ему был вынесен смертный приговор, приведенный в исполнение 27 июля.